# 鴫野彰

鴫野 彰（しぎの あきら、1954年〈昭和29年〉1月19日 - 2024年〈令和6年〉5月30日）は、日本の男性アニメ演出家、アニメ監督。別名義にしぎのあきら、義野利幸（ぎゃりこ）がある。日本アニメーター・演出協会（JAniCA）会員。北海道出身。
代表作は『超攻速ガルビオン』、『おそ松くん』、『こちら葛飾区亀有公園前派出所（TVスペシャル）』、『ヤッターマン（リメイク版）』、『劇場版クレヨンしんちゃんシリーズ』などがある。

## 来歴・人物
室蘭市出身。母親がアイヌ。漫画家志望であったが、タツノコプロの子会社であるアニメフレンドに撮影スタッフとして入社し、『ヤッターマン』や海外合作アニメなどの撮影を担当する。1年半程撮影の仕事が続いたが、スタジオぴえろに移籍した押井守と入れ替わる形で『ゼンダマン』の第36話「チャーンカムバック! ゼンダマン」の演出を担当したことを皮切りに、演出家としての活動を開始する。その後も『タイムボカンシリーズ』などで演出を担当し、国際映画社制作の『ななこSOS』で監督デビューした。
スタジオぴえろでは幾つも監督を務め、ぴえろデジタルアニメーションルーム（ぴえろD.A.R）の設立に携わり初代室長を務めた。2001年にはスタジオぴえろを退社し、フリーとしてアークトゥールスに在籍した。その後はサンライズやエー・ラインなどを渡って自身が代表が務めるアキラスタジオを設立した。
タツノコプロやぴえろ、シンエイ動画を中心に演出業・監督業を務め、『妖怪ウォッチ』や『LINE TOWN』などといった子供向けアニメの演出を手がけることが多い。
『クレヨンしんちゃん』では放送開始年の1992年から2024年に逝去するまで32年間絵コンテを担当していた。2009年にシリーズ17作目劇場版『クレヨンしんちゃん オタケベ!カスカベ野生王国』で初の劇場作品監督を務め、2010年にも引き続きシリーズ18作目『クレヨンしんちゃん 超時空!嵐を呼ぶオラの花嫁』を手がけた。『クレヨンしんちゃん 超時空!嵐を呼ぶオラの花嫁』は2011年『第1回北京国際映画祭』にて放映。鴫野は同映画祭の舞台挨拶を務めた。
コミカルでテンポのよい演出が特徴で、ギャグアニメでは脚本になくとも思いついたギャグを入れているとのことでタツノコプロ時代から続けている。『クレヨンしんちゃん』では脚本・絵コンテを務めた「爆笑連発ギャグだゾ」（1996年4月12日放送）内の一幕「もしも野原家が宇宙家族だったら…」において、「しぎのゲージをあきらレベルまでインストールして」という自身をネタにした台詞を挿入している。
ペンネームのひとつである義野利幸（ぎゃりこ）の由来は鴫野自身もファンであるアメリカ人作家ポール・ギャリコから来ている。
2024年5月30日、胆管癌のため逝去。70歳没。亡くなる直前まで仕事を続けており、2024年10月12日に放送された『クレヨンしんちゃん』の「ブリチューバーが炎上したゾ」（絵コンテ）が遺作となった。

## 監督作品

### テレビアニメ
- ななこSOS（1983年）[注 1] - チーフディレクター・絵コンテ・演出・OP絵コンテ/演出
- 超攻速ガルビオン（1984年）[注 2] - 総監督・絵コンテ・演出
- 魔法のアイドル パステルユーミ（1986年） - 監督・絵コンテ・演出
- がんばれ!キッカーズ（1986年）[4][5] - 総監督・絵コンテ・演出
- おそ松くん（1988年 - 1989年） - 監督・絵コンテ・演出
- まじかるハット（1989年 - 1990年）
- からくり剣豪伝ムサシロード（1990年 - 1991年）
- 丸出だめ夫（1991年 - 1992年） - 総監督[6]
- 無限戦記ポトリス（2003年 - 2004年） - 総監督
- こちら葛飾区亀有公園前派出所（2005年 - 2008年）[注 3]
- ヤッターマン（第2作）（2008年 - 2009年）[注 4]
- はっけん たいけん だいすき! しまじろう（2008年 - 2010年） - 総監督[注 5]
- しまじろう ヘソカ（2010年 - 2012年） - アニメーション監督[注 2]
- しまじろうのわお!（2012年） - アニメーション監督[注 6]
- LINE TOWN（2013年）[注 2]
- こちら葛飾区亀有公園前派出所 THE FINAL 両津勘吉 最後の日（2016年）[注 2]
- 臨死!!江古田ちゃん（2019年） - 第3話監督[注 2]

### 劇場アニメ
- おそ松くん スイカの星からこんにちはザンス!（1989年）
- クレヨンしんちゃん オタケベ!カスカベ野生王国（2009年）[注 2]
- クレヨンしんちゃん 超時空!嵐を呼ぶオラの花嫁（2010年）[注 2]

### OVA
- タイムボカン王道復古（1993年）[注 2]
- 総務部総務課 山口六平太 裁判員プロジェクトはじめます！（2007年）
- ないしょのつぼみ（2008年）[注 2]

### Webアニメ
- ぬ〜ぼ〜なこころ（2009年 - ）
- クレヨンしんちゃん外伝 お・お・お・のしんのすけ（2017年）[注 2]
- 恐竜少女ガウ子（2019年）

### その他
- アニメちゃんに会える国（2016年） - アニメーション監督[注 2]

## 参加作品

### テレビアニメ
- ゼンダマン（1979年、演出）
- タイムパトロール隊オタスケマン（1980年、演出）
- ヤットデタマン（1981年、演出）
- 忍者ハットリくん（1981年 - 1987年、絵コンテ）
- まいっちんぐマチコ先生（1981年 - 1983年、演出）
- 逆転イッパツマン（1982年、演出）
- おちゃめ神物語 コロコロポロン（1982年 - 1983年、絵コンテ・演出）[注 7]
- チックンタックン（1984年）絵コンテ・演出
- 超力ロボ ガラット（1984年 - 1985年、絵コンテ）[注 8]
- 星銃士ビスマルク（1984年 - 1985年、シリーズディレクター・絵コンテ・演出）
- 魔法のスター マジカルエミ（1985年、絵コンテ）
- 忍者戦士 飛影（1985年 - 1986年、絵コンテ・演出）
- のらくろクン（1987年 - 1988年、絵コンテ）
- チンプイ（1990年、絵コンテ）
- 21エモン（1991年 - 1992年、絵コンテ）[注 9]
- クレヨンしんちゃん（1992年 - 2024年、脚本・絵コンテ）[注 8]
- ノンタンといっしょ（1992年 - 1994年、絵コンテ・演出）
- しましまとらのしまじろう（1993年 - 2008年、絵コンテ）[注 2]
- とっても!ラッキーマン（1994年 - 1995年、絵コンテ・演出）[注 2]
- 赤ずきんチャチャ（1994年 - 1995年、絵コンテ・演出）[注 8]
- ふしぎ遊戯（1995年、絵コンテ・演出）[注 2]
- はじめ人間ゴン（1996年、絵コンテ）[注 2]
- みどりのマキバオー（1997年、絵コンテ）[注 2]
- Bビーダマン爆外伝（1998年、絵コンテ）[注 2]
- たこやきマントマン（1998年、シリーズディレクター・絵コンテ・演出）[注 2]
- キョロちゃん（1999年、絵コンテ）[注 8]
- パワーストーン（1999年、絵コンテ）[注 2]
- 天使になるもんっ!（1999年、演出）
- レレレの天才バカボン（1999年 - 2000年、絵コンテ）
- ぐるぐるタウンはなまるくん（1999年 - 2001年、絵コンテ・演出）[注 2]
- ニャニがニャンだー ニャンダーかめん（2000年 - 2001年、絵コンテ）[注 9]
- ジャングルはいつもハレのちグゥ（2001年、絵コンテ・演出）[注 9]
- 仰天人間バトシーラー（2001年、絵コンテ）[注 8]
- よばれてとびでて!アクビちゃん（2001年 - 2002年、絵コンテ・演出）[注 8]
- 超GALS!寿蘭（2002年、絵コンテ）[注 2]
- 絶体絶命でんぢゃらすじーさん（2004年 - 2005年、絵コンテ）[注 9]
- 美鳥の日々（2004年、絵コンテ）
- 忍たま乱太郎（2004年 - 2006年、絵コンテ）[注 2]
- 遊☆戯☆王デュエルモンスターズGX（2004年 - 2008年、演出）
- ビューティフル ジョー（2004年 - 2005年、絵コンテ・演出）
- 魔豆奇伝パンダリアン（2005年、絵コンテ）
- ドラえもん（2005年 - 2006年、絵コンテ）[注 2]
- アニマル横町（2005年 - 2006年、絵コンテ）
- ワンワンセレプー それゆけ!徹之進（2006年、絵コンテ・演出）
- 出ましたっ!パワパフガールズZ（2006年、絵コンテ）[注 2]
- ぷるるんっ!しずくちゃん（2006年 - 2007年、絵コンテ）[注 2]
- ドージンワーク（2007年、絵コンテ）[注 2]
- ななみちゃん（2007年、絵コンテ）
- 鉄子の旅（2007年、絵コンテ）
- やっとかめ探偵団（2007年、絵コンテ）
- はっけん たいけん だいすき! しまじろう（2008年 - 2010年、絵コンテ・演出）[注 10]
- スティッチ! 〜ずっと最高のトモダチ〜（2010年、絵コンテ・演出）[注 2]
- ズモモとヌペペ（2012年、絵コンテ）[注 2]
- あらしのよるに 〜ひみつのともだち〜（2012年、絵コンテ）[注 2]
- 遊☆戯☆王ARC-V（2014年、演出）
- 妖怪ウォッチ（2014年 - 2018年、絵コンテ・演出）[注 2]
- 怪盗ジョーカー（2014年、絵コンテ・演出）[注 2]
- カードファイト!! ヴァンガードG（2014年 - 2015年、絵コンテ）[注 2]
- 怪盗ジョーカー シーズン2（2015年、演出）[注 2]
- おまかせ!みらくるキャット団（2015年、絵コンテ・演出）[注 2]
- ちびまる子ちゃん（2016年、絵コンテ・演出）[注 2]
- ポケットモンスター XY&Z（2016年、演出）[注 2]
- ポケットモンスター サン&ムーン（2016年、演出）[注 2]
- サザエさん（2017年、演出）[注 2]
- ピングー in ザ・シティ（2017年、絵コンテ）[注 2]
- りゅうおうのおしごと!（2018年、演出）[注 2]
- 妖怪ウォッチ シャドウサイド（2018年、演出）[注 2]
- 織田シナモン信長（2020年、絵コンテ）[注 2]
- もっと!まじめにふまじめ かいけつゾロリ（2022年、演出）[注 2]

### 劇場アニメ
- クレヨンしんちゃん 嵐を呼ぶ黄金のスパイ大作戦（2011年、絵コンテ）[注 2]

### OVA
- 魔法のルージュ りっぷ☆すてぃっく（1985年、絵コンテ）[注 7]
- プラネタリウム版クレヨンしんちゃん 星空と学校の七不思議だゾ！（2018年、絵コンテ・演出）

### Webアニメ
- 魔法遊戯 飛び出す!!ハナマル大冒険（2001年 - 2002年、絵コンテ）[注 9]
- 美少女戦士セーラームーンCrystal（2014年、絵コンテ）[注 2]

### その他
- チャレンジ1ねんせいで1ねんせいだいかつやくDVD なみだのそつえんスペシャル（2011年、絵コンテ）[注 2]